# Hemirrhagus stygius
Hemirrhagus stygius är en spindelart som först beskrevs av Willis J. Gertsch 1971.  Hemirrhagus stygius ingår i släktet Hemirrhagus och familjen fågelspindlar. Inga underarter finns listade i Catalogue of Life.